# Colin Powell
Colin Luther Powell (5 tháng 4 năm 1937 – 18 tháng 10 năm 2021) là Ngoại trưởng Hoa Kỳ thứ 65. Ông từng đảm nhận chức vụ này dưới thời Tổng thống George W. Bush từ ngày 20 tháng 1 năm 2001 đến ngày 26 tháng 1 năm 2005. Powell là người Mỹ gốc Phi đầu tiên trong lịch sử Hoa Kỳ đảm nhận chức vụ ngoại trưởng nước này.
Trong một báo cáo phân tích, Powell viết: "Những gì miêu tả trong bức thư này là một sự thật rằng quan hệ giữa các binh sĩ Hoa Kỳ và người dân Việt Nam đang dần tốt đẹp!", một vài nhà quan sát cho rằng cách thức Powell xử lý lá thư đồng nghĩa với việc rửa sạch sự tàn bạo của quân đội Hoa Kỳ ở Mỹ Lai. Tháng 5 năm 2004, Powell, khi này đã là Ngoại trưởng Hoa Kỳ, đã trả lời trong chương trình của Larry King trên đài CNN: "Ý tôi là, tôi đã ở trong đơn vị chịu trách nhiệm về vấn đề Mỹ Lai. Tôi ở đó sau khi sự kiện xảy ra. Mà trong chiến tranh thì những vụ việc kinh khủng như vậy vẫn xảy ra, và chúng ta vẫn phải ân hận về chúng".
Collin Powell được trao tặng huân chương từ hơn 12 quốc gia khác nhau, bao gồm cả huân chương Bắc Đẩu Bội tinh của chính phủ Pháp và tước hiệu hiệp sĩ danh dự bởi Nữ hoàng Elizabeth II của Anh.